# Mariapfarr
Mariapfarr (v bavorském dialektu Pforch) je trhová obec v Rakousku v okrese Tamsweg ve spolkové zemi Salcbursko. V roce 2023 zde žilo 2 475 obyvatel.

## Dějiny
Historie obce je úzce spjata s místním farním kostelem, o kterém je v listinách první zmínka již z roku 923 jako ecclesia ad lungowe (kostel v Lungau).
V roce 1217 byly zahájeny práce na výstavbu nového románského halového kostela zasvěceného Panně Marii. Fresky v lodi a kněžišti se dochovaly. V roce 2018 byl farní kostel povýšen na baziliku minor.
K 1. lednu 1939 byly obce Mariapfarr, Pichl a Zankwarn sloučeny do jedné obce s názvem Marienpichl. V roce 1946 byla obec opět přejmenována na Mariapfarr.
Dne 1. srpna 2023 získal Mariapfarr status trhové obce.

## Osobnosti

### Rodáci
- Josef Schitter, kněz a místní historik, autor dvou svazků „Heimat Mariapfarr“
- Erwin Resch (* 1961), rakouský lyžařský závodník

### Osobnosti s obcí spjaté
- Nikolaus Lienbacher (1809–1872), kněz, po velkém požáru věnoval rekonstrukci obce
- Joseph Mohr (1792–1848), kněz a básník, v letech 1815–1817 biskup; v roce 1816 napsal báseň, která se později stala textem světoznámé vánoční koledy Tichá noc
- Rafael Fingerlos (* 1986), zpěvák

## Partnerská města
- Matadepera (od 1984)